# 北村英一
北村 英一（きたむら ひでかず、1944年7月8日 - 2022年6月25日）は、日本のテレビプロデューサー。クリエイティブハウストップキャット代表取締役。

## 経歴・人物
福岡県北九州市出身。福岡県立東筑高等学校、青山学院大学卒業。
少年時代は画家に憧れ、中学・高校と美術部に所属。しかし、大学時代に自身の画家としての力量不足を感じ断念。
その後、絵画では難しいが映像なら自分の世界を表現できるのではと思い、映像業界を志望し、1968年に日本教育テレビ（1977年よりテレビ朝日）に入社。以降、バラエティ番組・情報番組を中心に様々な番組の制作を手掛けた。
また同社の事業局統括役員を2000年2月から2009年6月まで務め、その間、常務取締役まで昇進した。その後テレビ朝日を離れてクリエイティブハウストップキャット代表取締役を務める。
2022年6月25日、東京都内の自宅にて心不全のため死去。77歳没。

## 職歴
テレビ朝日にて。
- 2000年2月 - 営業本部事業局長
- 2001年6月 - 役員待遇事業開発本部事業局長
- 2003年2月 - 役員待遇事業局長
- 2004年6月 - 取締役事業局長
- 2005年6月 - 常務取締役事業局長
- 2006年6月 - 常務取締役事業担当
- 2009年6月 - 退任

## 担当番組

### ディレクター
- モーニングショー
- 23時ショー
- 大正テレビ寄席

### プロデューサー
- 象印ライバル対抗大合戦!
- クイズタイムショック
- ミュージックステーション
- ビートたけしのTVタックル
- ぶったま!ピープー
- アイドルパンチ
- 歌謡ドッキリ大放送!!
- ゴールデン・アロー賞
- 全日本歌謡音楽祭（1985年）
- 日本歌謡大賞（第17回）

### チーフプロデューサー
- こだわりTV PRE★STAGE（総合プロデューサー名義）
- 27時間チャレンジテレビ（1996年、1997年はエグゼクティブプロデューサー）

### 企画
- GAHAHAキング 爆笑王決定戦
- M-10